# Notopora chimantensis
Notopora chimantensis är en ljungväxtart som beskrevs av Julian Alfred Steyermark och Maguire. Notopora chimantensis ingår i släktet Notopora och familjen ljungväxter. Inga underarter finns listade i Catalogue of Life.